# Riget
Riget (en España: El reino) es una miniserie para televisión de cuatro episodios danesa, creada por el director Lars von Trier en 1994. La serie fue montada más tarde para formar una película de cinco horas, distribuida en el Reino Unido y los Estados Unidos bajo el título The Kingdom (literalmente en inglés: El reino).

## Sinopsis
La acción se ubica en la sala neurológica del Rigshospitalet de Copenhague, el principal hospital de la ciudad, que traducido al castellano significa literalmente “Hospital del reino”. El programa sigue la historia de un grupo de personajes tanto del personal como pacientes que descubren una serie de fenómenos sobrenaturales. El programa se destaca por el escenario sobrio de color sepia, en un estilo de filmación Dogma (con la adición de cortes imprevistos en la edición), y el personal de limpieza de la cocina en el sótano, dos personas con síndrome de Down que discuten los extraños eventos del hospital a medida que se desarrolla la trama.
La mayor parte de los episodios terminan con el neurólogo sueco Stig Helmer mirando hacia Suecia desde el techo del hospital gritando ”Danskjävlar” (“Escoria danesa”), y el director Lars von Trier aparece en los créditos de cada episodio ofreciendo observaciones enigmáticas acerca de la trama. Los elementos cómicos y la “rareza” percibida en los capítulos ha llevado a muchos críticos a compararla con Twin Peaks.
Las primeros episodios terminaron con respuestas sin resolver, y en 1997, el elenco se volvió a unir para producir otra serie de cuatro episodios, Riget II (The Kingdom II). En esta oportunidad, las series comenzaron exactamente donde había terminado la primera parte y mantuvo la ambientación sepia y la cámara temblorosa características de la primera parte e incluso von Trier siguió apareciendo en los créditos finales. Esta segunda parte también dejó muchas incógnitas sin resolver, por lo que se había planeado una tercera parte. Sin embargo, en 1998 las muertes de Ernst-Hugo Järegård (Stig Helmer) y Morten Rotne Leffers (uno de los lavaplatos), y la subsecuente muerte de Kirsten Rolffes (Sra. Drusse), hicieron que la continuación de las serie sea muy remota.

## El Kingdom Hospital de Stephen King
El escritor estadounidense de terror, Stephen King, desarrolló una miniserie de trece episodios basada en Riget, con el título de Stephen King's Kingdom Hospital y salió al aire en 2004. La trama retuvo varios elementos de Riget, pero la localización del hospital fue transferida a Lewinston, Maine y ubicada sobre un molino incendiado durante la Guerra Civil, en el que murieron muchos niños.
Muchos personajes mantuvieron sus nombres originales (por ejemplo, Sigrid Drusse se convirtió en Eleanor Drusse, y Stig Helmer se convirtió en el Dr. Stigman). Como en el caso del Helmer original, Stigman acababa de ser transferido al hospital desde Boston, en vez de Suecia como ocurría en la versión original.
Un cambio importante de la trama fue la incorporación del personaje de Peter Rickman, un pintor famoso que fue internado al hospital después de haber sufrido severas heridas en el cráneo y la espina dorsal a consecuencia de un atropello. Este personaje fue muy influenciado por las propias experiencias de King cuando fue golpeado por un auto en 1999 en Maine, y desde un estado de coma, el personaje es testigo de numerosas situaciones insólitas dentro del hospital, incluyendo la aparición de un gigante oso hormiguero.

## Trama deRiget
La historia comienza con la internación de una paciente espiritista, Sigrid Drusse, quien escucha el llanto de una niña en el hueco del ascensor. En su investigación, Drusse descubrió que la niña había muerto varias décadas antes, asesinada por su padre para ocultar su ilegitimidad. Para que su alma pueda descansar, Drusse busca el cuerpo de la niña, el cual fue encontrado en un frasco de muestra en el depósito del hospital.
Mientras tanto, el neurocirujano, Stig Helmer, recientemente asignado al departamento de neurología desde Suecia, trata de encubrir una fallida operación que deja a una niña en estado vegetativo.
El Dr. Bondo, patólogo, trata de convencer a la familia de un hombre que se está muriendo por cáncer de hígado para que done su hígado para que el hospital pueda investigar. Cuando este pedido es negado, Bondo trasplanta el hígado canceroso en su propio cuerpo gracias al consentimiento del paciente que había firmado una tarjeta de donante de órganos. De esa manera Bondo busca que el cáncer sea de su propiedad y quede para el hospital.
Entre otras cosas, un joven estudiante de neurocirugía se enamora de una enfermera a cargo del laboratorio de investigación del sueño, y un neurólogo descubre que la enfermera había quedado embarazada de un fantasma y su bebé se está desarrollando demasiado rápido.

## Elenco deRigetyRiget II
- Ernst-Hugo Järegård - Stig Helmer
- Kirsten Rolffes - Sigrid Drusse
- Holger Juul Hansen - Moesgaard
- Søren Pilmark - Krogshøj
- Ghita Nørby - Rigmor
- Baard Owe - Bondo
- Birgitte Raaberg - Judith
- Udo Kier - Aage Krüger / Little Brother

## Elenco deStephen King's Kingdom Hospital
- Andrew McCarthy - Dr. Hook
- Bruce Davison - Dr. Stegman
- Diane Ladd - Sally Druse
- Brandon Bauer - Abel Lyon
- Jack Coleman - Peter Rickman
- Jamie Harrold - Elmer Traff

- Datos: Q1331994